# Neolitsea parvigemma
Neolitsea parvigemma es una especie de árbol pequeño a mediano tamaño perteneciente a la familia Lauraceae. Es endémica de Taiwán, y se limita a las regiones montañosas centrales del sur de la isla.

## Propiedades
Una serie de productos químicos de N. parvigemma muestran interesantes propiedades biológicas. La hoja hidro destilada en aceite esencial de N. parvigemma tiene propiedades antifúngicas y anti-caries de la madera. Sesquiterpenos aislados de los tallos tienen propiedades antiinflamatorias.
La planta contiene el sesquiterpeno Alpha-Cadinol.

## Taxonomía
Neolitsea parvigemma fue descrita por (Hayata) Kaneh. & Sasaki y publicado en Transactions of the Natural History Society of Taiwan 20: 381. 1930.
Sinonimia
- Tetradenia parvigemma Hayata[8]